# Supplente
Un supplente è colui che sostituisce provvisoriamente un'altra persona in tutte o parte delle sue funzioni; il termine si usa con particolar riferimento a funzionari o docenti della scuola, per quanto anche in politica.

## Nel mondo

### Italia
Un supplente, nell'ordinamento scolastico italiano, è un membro del personale scolastico, sia docente che A.T.A., che presta servizio temporaneo. Sono possibili diverse tipologie di contratti, di cui i principali sono:
1. per tutto l'anno, su un posto disponibile e vacante perché non coperto da alcun titolare di ruolo (supplenza annuale), generalmente con contratto al 31 agosto;
2. fino al termine delle attività didattiche, su un posto disponibile perché il titolare è fino ad allora assente (supplenza fino al termine delle attività didattiche), generalmente con contratto al 30 giugno; oppure
3. per brevi periodi, su un posto per il quale il titolare è assente solo momentaneamente (supplenza temporanea o breve).

Le normative che regolano la costituzione di graduatorie, le modalità di assegnazione delle supplenze e le tempistiche, sono regolate annualmente da appositi decreti ministeriali (regionali oppure comunali). A livello nazionale, un regolamento fu emanato col D.M. n. 131 del 13 giugno 2007.
Per le scuole statali vi sono diversi tipi di graduatorie, attraverso cui si accede alle supplenze (per esempio, brevi o annuali). I docenti, la cui eventuale nomina spetta all'autorità competente, sono divisi in graduatorie per ordine scolastico (scuola dell'infanzia, primaria, secondaria di primo grado, secondaria di secondo grado), tipologia di posto (comune o di sostegno) e classe di concorso (per esempio matematica, discipline letterarie e latino, scienze naturali). Viene nominato dall'ufficio dell'ambito territoriale del docente oppure dal dirigente scolastico; nella scuola privata le modalità di assunzione sono invece gestite dalla direzione della stessa.
L'eventuale nomina di un supplente è subordinata all'esito delle graduatorie: ai docenti inseriti in lista è assegnato un punteggio sulla base dei titoli conseguiti (diploma, laurea, laurea magistrale, dottorato di ricerca, specializzazioni, certificazioni informatiche, e altri) e del servizio prestato (sia come supplente che come docente di ruolo). Tale punteggio regola, insieme ad altre tipologie di esigenze, il diritto di precedenza alla chiamata.
Qualora le graduatorie fossero incapienti, comprese quelle degli istituti scolastici viciniori, è possibile insegnare come docente supplente, anche per i posti di sostegno (anche senza titolo di specializzazione), rispondendo ad appositi interpelli pubblicati sui siti degli uffici degli Ambiti Territoriali del Ministero. Può capire che agli interpelli risponda personale non ancora in possesso del titolo di studio idoneo all'insegnamento, e che tale personale riceva l'incarico di supplenza a causa della mancanza di personale sufficientemente titolato.
Fino all'A.S. 2023/2024 era è possibile insegnare come docente supplente, anche per i posti di sostegno (anche senza titolo di specializzazione), previa presentazione di apposita istanza detta di "messa a disposizione" (MAD) presso un istituto scolastico; eventuali limitazioni erano previste dalle circolari del Ministero, ad esempio il regolamento sulle supplenze di cui al D.M. n. 131 del 13 giugno 2007, riguardo agli insegnanti di sostegno, afferma che non era possibile presentare domanda in due province diverse. Permaneva il divieto di inviare la messa a disposizione per i docenti supplenti inseriti nelle Graduatorie Provinciali per le Supplenze (GPS) secondo l'art. 13, comma 20, dell'OM n.112/2022.

#### Graduatorie per il personale docente
Le graduatorie per il personale docente sono le seguenti:
- Graduatorie ad esaurimento (GAE)[3]: graduatorie chiuse istituite con la legge 296/2006 con docenti abilitati in attesa del ruolo che le Graduatorie permanenti istituite con la Legge 124/1999. Il 50% dei posti per le immissioni in ruolo annuali è riservato alle GAE. Non sono previsti nuovi inserimenti e il prossimo aggiornamento è previsto nel 2024.
- Graduatorie Provinciali di Supplenza (GPS)[4], istituite con l'OM 60/2020, con aggiornamento biennale, suddivise in fasce:
  - per i posti comuni nella scuola secondaria:
    - prima fascia: docenti in possesso dell'abilitazione all'esercizio della professione docente, eventualmente suddivise in sottofasce in base all'anno di inserimento o l'attesa di riconoscimento del titolo di abilitazione;
    - seconda fascia: docenti in possesso del solo titolo di accesso, che può variare in base all'aggiornamento delle GPS e al fatto di essere un nuovo inserimento o un aggiornamento del punteggio;

  - per i posti comuni nella scuola primaria e dell'infanzia:
    - prima fascia: docenti laureati in scienze della formazione primaria, o titolo equivalente;
    - seconda fascia: docenti che risultano iscritti al terzo, quarto o al quinto anno del corso di laurea in Scienze della Formazione primaria, avendo assolto, rispettivamente, almeno 150, 200 e 250 CFU entro il termine di presentazione dell’istanza;

  - per i posti di sostegno:
    - prima fascia: docenti in possesso del titolo di specializzazione su sostegno del relativo grado, eventualmente suddivise in sottofasce in base all'anno di inserimento o l'attesa di riconoscimento del titolo di specializzazione;
    - seconda fascia: docenti privi del relativo titolo di specializzazione che abbiano maturato tre annualità di insegnamento su sostegno nel relativo grado, e che siano in possesso dell’abilitazione o titolo di accesso alle GPS di II fascia.
    - graduatorie incrociate di prima e seconda fascia: vengono incrociate tutte le graduatorie dei posti comuni, per il relativo grado.
- Graduatorie d'Istituto (GI)[5]: Disciplinate dall'OM 112/2020, sono le graduatorie interne di ogni scuola e sono utilizzate per le supplenze fino a 6 ore fino al termine delle attività didattiche (30/06) e per le supplenze brevi, aggiornate contestualmente alle GPS. Sono suddivise in tre fasce, nella prima fascia i docenti inseriti nelle GAE, nella seconda fascia i docenti abilitati e in terza fascia i docenti non abilitati.

I docenti che prestano servizio per l'Insegnamento della Religione Cattolica (IRC) dispongono di apposite graduatorie per diocesi.

#### Nomine supplenti
I supplenti sono nominati a tempo determinato in due modi:
- I docenti supplenti nelle Graduatorie Provinciali per le Supplenze (GPS) e nelle Graduatorie ad esaurimento (GAE) sono nominati a tempo determinato da un algoritmo attivato dagli Uffici Scolastici Territoriali (ex Uffici Scolastici Provinciali) che incrocia le disponibilità di spezzoni oltre 7 ore e le cattedre annuali e al termine delle attività didattiche partendo dal punteggio del primo candidato in graduatoria incrociandole con le sue scelte nella domanda per le supplenze. Viene data priorità ai docenti inseriti nelle GAE, poi nelle GPS di prima fascia (eventualmente suddivise in sottofasce), poi nelle GPS di seconda fascia[6]. I docenti possono essere nominati da GPS dal 1º settembre al 31 dicembre, le nomine avvengono con bollettini sui siti degli Uffici Scolastici Territoriali. La presa servizio è generalmente a 24 ore dalla nomina.
- I docenti supplenti nelle Graduatorie d'Istituto (GI) sono nominati[5] per le supplenze brevi, ore residue fino a 6 ore fino al termine delle attività didattiche (30/06), sui posti rimasti vacanti dalle convocazione da GPS e sui posti resosi disponibili dal 1º gennaio, dopo una convocazione telematica con email da parte dell'istituto, e sono assegnate al docente più in alto in GI che ha dato la disponibilità per la supplenza. I docenti possono essere nominati da GI sui posti residui delle GPS solo dopo l'autorizzazione dell'Ufficio Scolastico Territoriale. La presa servizio è generalmente a 24 ore dalla nomina.

I docenti che prestano servizio per l'Insegnamento della Religione Cattolica (IRC) dispongono di apposite procedure.